# Atrina chinensis
Atrina chinensis is een tweekleppigensoort uit de familie van de Pinnidae. De wetenschappelijke naam van de soort is voor het eerst geldig gepubliceerd in 1841 door Deshayes in Cuvier.